# Joost Buitenweg
Roderick Joost Buitenweg (Amsterdam, 24 mei 1967) is een Nederlands acteur, televisieproducent en regisseur.

## Loopbaan
Buitenweg werd aanvankelijk afgewezen voor de toneelschool en deed daarom de hbo-studie spelmethodiek, waarin hij ook afstudeerde. Hij wilde echter nog steeds acteur worden en naast zijn studie volgde hij daarom ook acteerlessen en deed mee aan diverse audities en producties.
Nog tijdens zijn studie werd Buitenweg bij de Toneelgroep Amsterdam aangenomen voor het stuk "Voorjaarsontwaken". Dit stuk betekende zijn doorbraak als acteur. Hij was vervolgens twee jaar lang te zien als de schurk Rien Hoogendoorn in Goede tijden, slechte tijden. Later speelde hij in diverse series mee (zie onder), onder meer als Lex Pijnakker in SamSam. Hij speelde in films in België en Groot-Brittannië en in een comedy in Duitsland.
Ook legde Buitenweg zich op het presenteren toe. Hij presenteerde verschillende televisieprogramma's, onder meer voor SBS6 en Call TV. In 2003 presenteerde Buitenweg samen met Edwin Ouwehand de ochtendshow op radiozender Yorin FM.
Buitenweg woont in Almere met zijn vrouw Anouk. Kathalijne Buitenweg is zijn zus.

## Filmografie

### Films
- Ad fundum (1993) - Bol
- Kameleon 2 (2005) - Hornstra
- Alibi (2008) - Agent
- Rode Gordijnen (korte film, 2012)
- Als je verliefd wordt (2012)
- Terugreis (korte film, 2018)
- Project Gio (2019) - Manager Kruidvat
- Capo di Famiglia: Part II (2019) - Caruso
- De Vloek van Lughus (2021) - Agent Peter

### Televisieseries
- Goede tijden, slechte tijden - Rien Hogendoorn (1990-1992)
- Vreemde praktijken - Eddie (1991)
- Vrouwenvleugel - Alfred Willems (7 afl., 1994)
- Vraag 't aan Dolly - Inspecteur Glansmeijer (Episode 1.13, 1995)
- Wales Playhouse - Police (afl. Dafydd, 1995)
- Oppassen!!! - Richard (afl. 163, Een slimme meid, 1996)
- M'n dochter en ik - Guus (afl. Fusie met foefjes, 1996)
- Kees & Co - Marco Krabbé (afl. Verrassing en Ongewenste intimiteiten, 1997)
- Coronation Street - Taxichauffeur op Schiphol (Episode 1.4428, 1998)
- SamSam - Lex Pijnakker (1994-2003)
- Verborgen Verhalen - Vader (afl. Kevin, 2011)
- Het nieuws van Sint - Bakker (2014)
- Flikken Maastricht - Ad Freriks (2014)
- Kees & Co - Meneer Brummelmans (2019)